# Silvia Alonso
Silvia Alonso Cruz (Salamanca, 28 de diciembre de 1989) es una actriz española, conocida por su participación en las series Tierra de lobos, Amar es para siempre, Sin identidad, Tiempos de guerra y Fuerza de paz.

## Biografía
Formada en las escuelas de interpretación Arte 4 y Metrópolis, ha realizado además cursos de interpretación ante la cámara y de danza oriental.
En 2010 saltó a la fama gracias a su papel de Almudena Lobo en la serie de Telecinco Tierra de Lobos, que estrenó su primera temporada el 29 de septiembre de 2010. Debido a sus buenas audiencias, la serie fue renovada hasta la tercera temporada, siendo Alonso protagonista de todas ellas.
En 2013 se incorporó al rodaje de la segunda temporada de la serie de sobremesa Amar es para siempre, emitida en Antena 3 diariamente. Alonso interpretó a Alejandra Torrijos, una joven investigadora que se ve envuelta en una relación con Luis Ardanza (Jordi Rebellón), su profesor. Ambos abandonaron la serie tras el final de la segunda temporada.
En 2014 hizo su primera incursión en el cine participando en la película Musarañas junto a Macarena Gómez y Nadia de Santiago. También ese año se incorporó al reparto recurrente de la serie de comedia de Telecinco La que se avecina, donde interpretó a Patricia, la trabajadora social que ayudó a Amador (Pablo Chiapella) y Maite (Eva Isanta).
En abril de 2015 se incorporó a la segunda temporada de la serie de Antena 3 Sin identidad. Allí interpretó a Helena López hasta que finalizó la serie. También ese año participó como personaje invitado en la serie de época de Antena 3 Velvet, interpretando a Michelle.
En febrero de 2016 se estrenó en Antena 3 la serie Buscando el norte en la que Alonso interpretó a Adela, una joven española afincada en Berlín que se encuentra con Carol (Belén Cuesta), otra emigrante española que hace que empiece a dudar de su estilo de vida. Además, ese año también estrenó La corona partida, película que hace de enlace entre las series Isabel y Carlos, Rey Emperador, ambos de Televisión Española. En dicha película interpreta a Germana de Foix, la que fuese la segunda esposa de Fernando II de Aragón tras la muerte de Isabel La Católica.
En 2017 estrenó las películas Es por tu bien, de Carlos Therón, y Señor, dame paciencia, de Álvaro Díaz Lorenzo. En 2017 participó también en la serie de Antena 3 Tiempos de guerra.
En abril de 2018 estrenó la película Hacerse mayor y otros problemas dirigida por Clara Martínez-Lázaro. En junio de 2018 se anunció que formará parte de la nueva serie, protagonizada por Mario Casas, Instinto, un thriller erótico que estrenó Movistar+ a principios de 2019. Un año más tarde, protagonizó la comedia romántica Hasta que la boda nos separe de Dani de la Orden, junto a Álex García y Belén Cuesta y la película La lista de los deseos, junto a Victoria Abril y María León.
En 2021 protagoniza la película Solo una vez, de nuevo junto a  Álex García, y el largometraje de terror dirigido por Álex de la Iglesia Veneciafrenia. Además, se anuncia el rodaje de la serie Fuerza de paz, para TVE, en el cual es la principal protagonista, interpretando a Paula Elgueta.
En 2023 estrena Noche de chicas la nueva serie de Vix.

## Filmografía

### Cine
| Año  | Título                          | Personaje             | Director                      |
| ---- | ------------------------------- | --------------------- | ----------------------------- |
| 2011 | Amigos...                       | Carolina              | Marcos Cabotá y Borja Manso   |
| 2014 | Musarañas                       | Sobrina de Doña Puri  | Juanfer Andrés y Esteban Roel |
| 2016 | La corona partida               | Germana de Foix       | Jordi Frades                  |
| 2016 | Estirpe                         | María Velasco         | Adrián López                  |
| 2017 | Es por tu bien                  | Valentina             | Carlos Therón                 |
| 2017 | Señor, dame paciencia           | Alicia Zaldívar Ramos | Álvaro Díaz Lorenzo           |
| 2018 | Hacerse mayor y otros problemas | Emma                  | Clara Martínez-Lázaro         |
| 2018 | Durante la tormenta             | Mónica                | Oriol Paulo                   |
| 2019 | Perdiendo el este               | Raquel                | Paco Caballero                |
| 2020 | Hasta que la boda nos separe    | Alexia                | Dani de la Orden              |
| 2020 | La lista de los deseos          | Mar                   | Álvaro Díaz Lorenzo           |
| 2021 | Solo una vez                    | Eva                   | Guillermo Ríos                |
| 2022 | Veneciafrenia                   | Susana                | Álex de la Iglesia            |
| 2023 | Eres tú                         | Lucía                 | Alauda Ruiz de Azúa           |
| 2024 | Sin instrucciones               | Julia                 | Marina Seresesky              |

### Televisión

#### Series
| Año         | Título                             | Personaje                 | Cadena      | Notas        |
| ----------- | ---------------------------------- | ------------------------- | ----------- | ------------ |
| 2010 - 2014 | Tierra de lobos                    | Almudena Lobo             | Telecinco   | 41 episodios |
| 2013        | Amar es para siempre               | Alejandra Torrijos Martín | Antena 3    | 60 episodios |
| 2014 - 2015 | La que se avecina                  | Patricia                  | Telecinco   | 10 episodios |
| 2015        | Sin identidad                      | Helena López Prats        | Antena 3    | 12 episodios |
| 2015        | Velvet                             | Michelle                  | Antena 3    | 2 episodios  |
| 2016        | Buscando el norte                  | Adela Llamazares Nieto    | Antena 3    | 8 episodios  |
| 2017        | Tiempos de guerra                  | Susana Márquez de la Maza | Antena 3    | 13 episodios |
| 2019        | Instinto                           | Eva Vergara               | Movistar+   | 8 episodios  |
| 2022 - 2023 | Fuerza de paz                      | Paula Elgueta             | La 1        | 8 episodios  |
| 2023        | Sin huellas                        | Irene Rodríguez           | Prime Video | 8 episodios  |
| 2023        | Noche de chicas                    | Laura Soto                | Vix         | 6 episodios  |
| 2025        | Ladrones: La tiara de santa Águeda | Ámber                     | Disney +    | 6 episodios  |

#### Programas
| Año         | Título              | Cadena          | Notas    |
| ----------- | ------------------- | --------------- | -------- |
| 2022 - 2023 | La resistencia      | Movistar Plus+  | Invitada |
| 2023        | 25 palabras         | Telecinco       | Invitada |
| 2024        | La revuelta         | RTVE            | Invitada |
| 2025        | Ilustres Ignorantes | Movistar Plus + | Invitada |

### Cortometrajes
- Antidote, con la Universidad Complutense de Madrid (2008)
- Hakushi, dirigido por Guy Khandjian (2008)
- Divina comedia, dirigido por Sebastián Cardemil (2009)
- Siempre tarde, dirigido por Fermín Pérez (2009)
- Una de almejas, dirigido por José Pena Millor (2009)
- La trampa, dirigido por Javier Oyarzo (2009)
- Yo nunca, dirigido por Ana Belén Domínguez Nevado (2009)
- Tópicos, dirigido por Javier Oyarzo (2009)
- Zona muerta, dirigido por Javier Oyarzo. Mediometraje (2009)
- Mentiras, dirigido por Ana De Nevado (2011)
- Contouring, dirigido por Inés de León (2015)
- Como yo te amo, dirigido por Fernando García-Ruiz Rubio (2016)
- Hormigueddon, dirigido por Pablo Motos y Jorge Salvador (2020)

## Teatro
- Mucho ruido y pocas nueces (2013). Dir. Juan López Tagle.
- Sexo 10.0 (2014). Dir. Chos Corzo.
- Futuro 10.0 (2015). Dir. Chos Corzo.

## Videoclips
- Caída libre (2016), de Zahara.